# BMW X3
BMW X3 — люксовый компактный кроссовер немецкой компании BMW. X3 первого поколения разработан и выпускался совместно с компанией Magna Steyr на заводе в Граце, Австрия. Второе поколение кроссовера было представлено в июле 2010 года, производство автомобиля началось 1 сентября 2010 года. По состоянию на июль 2010 года во всём мире было продано порядка 600 000 экземпляров BMW X3. 

## Первое поколение
Дебютировал в сентябре 2003 года. Его продажи начались в 2004 году. 
В 2006 году (2007 модельный год) BMW X3 подвергся рестайлингу. 
В сентябре 2010 года, после начала производства второго поколения BMW X3, первое поколение BMW X3 было снято с производства.

### Безопасность
Автомобиль прошел тест Euro NCAP в 2008 году:
| Euro NCAP                                                                         | Euro NCAP | Euro NCAP | Euro NCAP |
| --------------------------------------------------------------------------------- | --------- | --------- | --------- |
| Рейтинги                                                                          | Пассажир  |           | 28        |
| Рейтинги                                                                          | Ребёнок   |           | 39        |
| Рейтинги                                                                          | Пешеход   |           | 5         |
| Протестированная модель: BMW X3, 2,0 дизель, стандартное оборудование, RHD (2008) |           |           |           |

## Второе поколение
Презентации BMW X3 нового поколения ждали к осени 2010 года, она должна была состояться на международном автошоу в Париже, однако в концерне BMW посчитали нужным к ноябрю вывести новый автомобиль на рынок. X3 2011 модельного года построен в стиле предшественника, однако кроссовер стал несколько крупнее и получил увеличенный на 12 мм дорожный просвет, а также большую на 15 мм колёсную базу.
В США и Европе доступна модификация BMW X3 xDrive 35i, оснащённая бензиновым рядным шестицилиндровым двигателем объёмом 3 литра и мощностью 306 л. с. с двойным турбонаддувом. Также в Штатах предложен X3 xDrive 28i с битурбированным мотором (243 л. с.), а в Европе представлен турбодизельный X3 xDrive 20d (184 л. с.). Базовой коробкой передач для всех модификаций стала 8-ступенчатая АКПП. Для модификации xDrive 20d есть вариант и 6-ступенчатой МКПП.
Производство кроссовера второго поколения было развернуто на заводе BMW в Грире (Южная Каролина, США) 1 сентября 2010 года, сразу же после схода с конвейера последнего X3 в кузове (E83). Для выпуска этого автомобиля было привлечено дополнительно 500 рабочих.
Подвеска X3 2011 модельного года выполнена с использованием алюминия.

### Российский рынок
Продажи BMW X3 2011 модельного года в России стартовали в ноябре 2010 года. На российском рынке автомобиль доступен с 2-литровым дизелем (базовая коробка передач — 6-ступенчатая МКПП) и 3-литровым бензиновым двигателем с наддувом Twin Power (единственная доступная КПП — 8-ступенчатая автоматическая с возможностью ручного переключения).

### Безопасность
Автомобиль прошел тест Euro NCAP в 2011 году:
| Euro NCAP                                              | Euro NCAP | Euro NCAP | Euro NCAP             |
| ------------------------------------------------------ | --------- | --------- | --------------------- |
| · общий рейтинг                                        |           |           |                       |
| 88%                                                    | 83%       | 53%       | 71%                   |
| взрослый пассажир                                      | ребёнок   | пешеход   | активная безопасность |
| Протестированная модель: BMW X3 2,0 дизель, LHD (2011) |           |           |                       |

## Третье поколение
Кроссовер BMW X3 третьего поколения с заводским индексом G01 дебютировал в июне 2017 года. Автомобиль, спроектированный на модульной платформе CLAR, стал крупнее предшественника: длина кузова выросла на 59 мм до 4716 мм.
BMW X3 оснащается бензиновыми и дизельными турбомоторами: четырёхцилиндровыми объёмом 2,0 литра и шестицилиндровыми объёмом 3,0 литра. Все версии комплектуются восьмиступенчатой автоматической коробкой передач.
В 2018 году на базе модели BMW X3 был создан кроссовер BMW X4. 

## Четвертое поколение
Четвертое поколение X3 было официально представлено 19 июня 2024 года, а его производство должно начаться в конце 2024 года, а выход на рынок Северной Америки запланирован на последний квартал 2024 года. 

## Продажи
| Год  | Продано BMW X3, шт. |
| ---- | ------------------- |
| 2015 | 4738                |
| 2016 | 2824                |
| 2017 | 2412                |
| 2018 | 4288                |
| 2019 | 5984                |
| 2020 | 5579                |